# Таганрог
Таганрог (на руски: Таганро́г) е град в Югозападна Русия, Ростовска област. Разположен е на Таганрогския залив на Азовско море. Населението му към 1 януари 2018 е 249 848 души.

## История
Градът е основан през 1698 г. от цар Петър I като първата руска военноморска база.
През 1712 г. турците временно го завземат. През 1774 г., след победата на Русия във войната с Османската империя по силата на договора от Кючук-Кайнарджа, влиза в Руската империя.
През 1918 – 1920 г. тук е разположена Ставката на руския белогвардейски генерал Антон Деникин – главнокомандващ Въоръжените сили на Южна Русия. През зимата на 1917 – 1918 г. тук се укрива руският генерал Раненкампф. След отказ да влезе в Червената армия е разстрелян на 1 април 1918 г.
След налагането на болшевишката съветска власт в Таганрог той става окръг в състава на УССР. Такъв статут има от 1920 до 1925 г. През 1925 г. е предаден на РССФР. През 1926 г., когато има преброяване на населението, украинците се оказват малцинство за сметка на руснаците. През 1937 г. става част от Ростовска област на РССФР.
На 17 октомври 1941 г.е окупиран от Вермахта. Там влизат войските на 1-ва танкова група на Евалд фон Клайст. Германската окупация продължава 680 дни. На 30 август 1943 г. е освободен.

## Забележителности
Днес има паметници на Петър Първи, Александър Първи, Антон Чехов и Джузепе Гарибалди.

## Личности
- Родени в Таганрог
  - Антон Чехов (1860 – 1904), писател
  - Александър Койре (1892 – 1964), френски философ
  - Дмитрий Гирс (1836 – 1886), писател и журналист
  - Сергей Шишов (1894 – 1969), руски и български художник и общественик
- Починали в Таганрог
  - Александър I (1777 – 1825), император

## Побратимени градове
- Червен бряг, България (от 1963)
- Влисинген, Нидерландия (от 1989)
- Люденшайд, Германия (от 1991)
- Фамагуста, Кипър (от 2000)
- Мариупол, Украйна
- Баденвайлер, Германия (от 2002)